# 懷滕峰
63°25′S 57°4′W / 63.417°S 57.067°W
懷滕峰（瑞典語：Whitten Peak）是南極洲的山峰，位於帕默群島的特里尼蒂半島，屬於布萊德嶺的一部分，海拔高度445米，由奧托·努登舍爾德率領的瑞典探險隊發現，現時由南極條約體系管理。